# Hindsiclava alesidota
Hindsiclava alesidota é uma espécie de gastrópode do gênero Hindsiclava, pertencente a família Pseudomelatomidae.